# 毛瓣虎耳草
毛瓣虎耳草（学名：Saxifraga ciliatopetala）为虎耳草科虎耳草属下的一个变种。

## 扩展阅读
維基物種上的相關：毛瓣虎耳草